# Клепиков, Юрий Николаевич (сценарист)
Юрий Николаевич Клепиков (24 августа 1935, Челябинск, РСФСР, СССР — 1 ноября 2021, Санкт-Петербург, Россия) — советский и российский драматург, сценарист, актёр. Заслуженный деятель искусств РСФСР (1984). Лауреат Государственной премии СССР (1985), лауреат кинопремии «Ника» (1988), лауреат Государственная премия РСФСР имени братьев Васильевых (1990).
В 2015 году на церемонии вручения премий Российской академии кинематографических искусств «Ника» Юрий Клепиков был награждён Специальным призом Совета академии «За выдающийся вклад в отечественный кинематограф» имени Алексея Германа-старшего.

## Биография
Юрий Николаевич Клепиков родился 24 августа 1935 года в городе Челябинске.
В 1960 году окончил факультет журналистики Московского государственного университета имени М. В. Ломоносова. В 1964 году — сценарное отделение Высших курсов сценаристов и режиссёров ВКСР (мастерская Е. И. Габриловича). В 1967 году окончил Высшие курсы сценаристов и режиссёров (ВКСР) при киностудии «Ленфильм» (мастерская Г. М. Козинцева).
По сценариям Клепикова снимали фильмы ведущие режиссёры страны: Алексей Герман («Седьмой спутник»), Андрей Кончаловский («История Аси Клячиной, которая любила, да не вышла замуж»), Виталий Мельников («Мама вышла замуж»), Виктор Трегубович («Даурия»), Михаил Богин («О любви»), Лариса Шепитько («Восхождение»), Семён Аранович («Летняя поездка к морю» и «Я служил в охране Сталина»), Динара Асанова («Не болит голова у дятла» и «Пацаны»). Кинорежиссёр Глеб Панфилов пригласил Клепикова в свой фильм «Начало» сыграть роль режиссёра, снимающего кино про Жанну д’Арк.

И, кажется, никогда — ни до, ни после — такого точного, мощного образа режиссёра в «кино про кино» у нас не было. Ибо он был абсолютно правдив и достоверен в роли большого художника.— киновед Ирина Павлова
В 1989―1991 годах избран Народным депутатом СССР от Союза кинематографистов СССР.
Скончался 1 ноября 2021 года на 87-м году жизни. Похоронен на Комаровском кладбище.

## Фильмография

#### Автор сценариев
- 1966 — История Аси Клячиной, которая любила, да не вышла замуж (режиссёр Андрей Михалков-Кончаловский)
- 1967 — Седьмой спутник (совместно с Эдгаром Дубровским); (режиссёры Григорий Аронов, Алексей Герман)
- 1969 — Мама вышла замуж (режиссёр Виталий Мельников)
- 1970 — О любви (совместно с режиссёром Михаилом Богиным)
- 1971 — Даурия (режиссёр Виктор Трегубович)
- 1974 — Не болит голова у дятла (режиссёр Динара Асанова)
- 1976 — Восхождение (режиссёр Лариса Шепитько)
- 1978 — Летняя поездка к морю (режиссёр Семён Аранович)
- 1983 — Пацаны (режиссёр Динара Асанова)
- 1987 — Соблазн (режиссёр Вячеслав Сорокин)
- 1989 — Я служил в охране Сталина, или Опыт документальной мифологии (документальный) (режиссёр Семён Аранович)
- 2002 — Кинорежиссёр. Профессия и судьба. Илья Авербах. Обратная точка (документальный) (режиссёр Андрей Кравчук)
- 2002 — Кинорежиссёр. Профессия и судьба. Семён Аранович. Последний кадр (документальный) (режиссёр Андрей Кравчук)
- 2008 — Двенадцатое лето (совместно с Виктором Серовым, Светланой Демидовой) (режиссёр Павел Фаттахутдинов)

#### Роли в кино
- 1970 — Начало — Фёдор Васильевич Игнатьев, главный режиссёр фильма о Жанне д’Арк
- 1978 — Дом строится (ТВ) — Николай Васильевич Сорокин (роль озвучил Сергей Шакуров)
- 2000 — Романовы. Венценосная семья — генерал Корнилов

## Участие в фильмах
- 2003 — Кино, которое было. Монологи об Илье Авербахе (документальный) (режиссёр Дмитрий Долинин, Нийоле Адоменайте)
- 2008 — Истории и легенды Ленфильма. Фильм № 6. Соблазн. Как снимали фильм «Соблазн» (документальный) (режиссёр Алексей Праздников)
- 2009 — Истории и легенды Ленфильма. Как снимали фильм «Пацаны» (документальный) (режиссёр Мария Афанасьева)
- 2010 — Причины для жизни. Юрий Клепиков (документальный) (режиссёр Надежда Майданская)

## Признание и награды
- 1984 — Заслуженный деятель искусств РСФСР
- 1984 — Премия имени Ф. Э. Дзержинского («Пацаны»)
- 1985 — Государственная премия СССР («Пацаны»)
- 1988 — Кинопремия «Ника» — «За лучшую сценарную работу» («История Аси Клячиной, которая любила, да не вышла замуж»)[7]
- 1990 — Государственная премия РСФСР имени братьев Васильевых («История Аси Клячиной, которая любила, да не вышла замуж»)
- 2015 — Почётная премия «Ника» «За выдающийся вклад в российский кинематограф»[3]